# Pont-de-Vaux
Pont-de-Vaux [pɔ̃ də vo] ist eine französische Stadt mit 2.184 Einwohnern (Stand: 1. Januar 2022) im Département Ain in der Region Auvergne-Rhône-Alpes. Sie gehört zum Kanton Replonges im Arrondissement Bourg-en-Bresse.

## Geografie

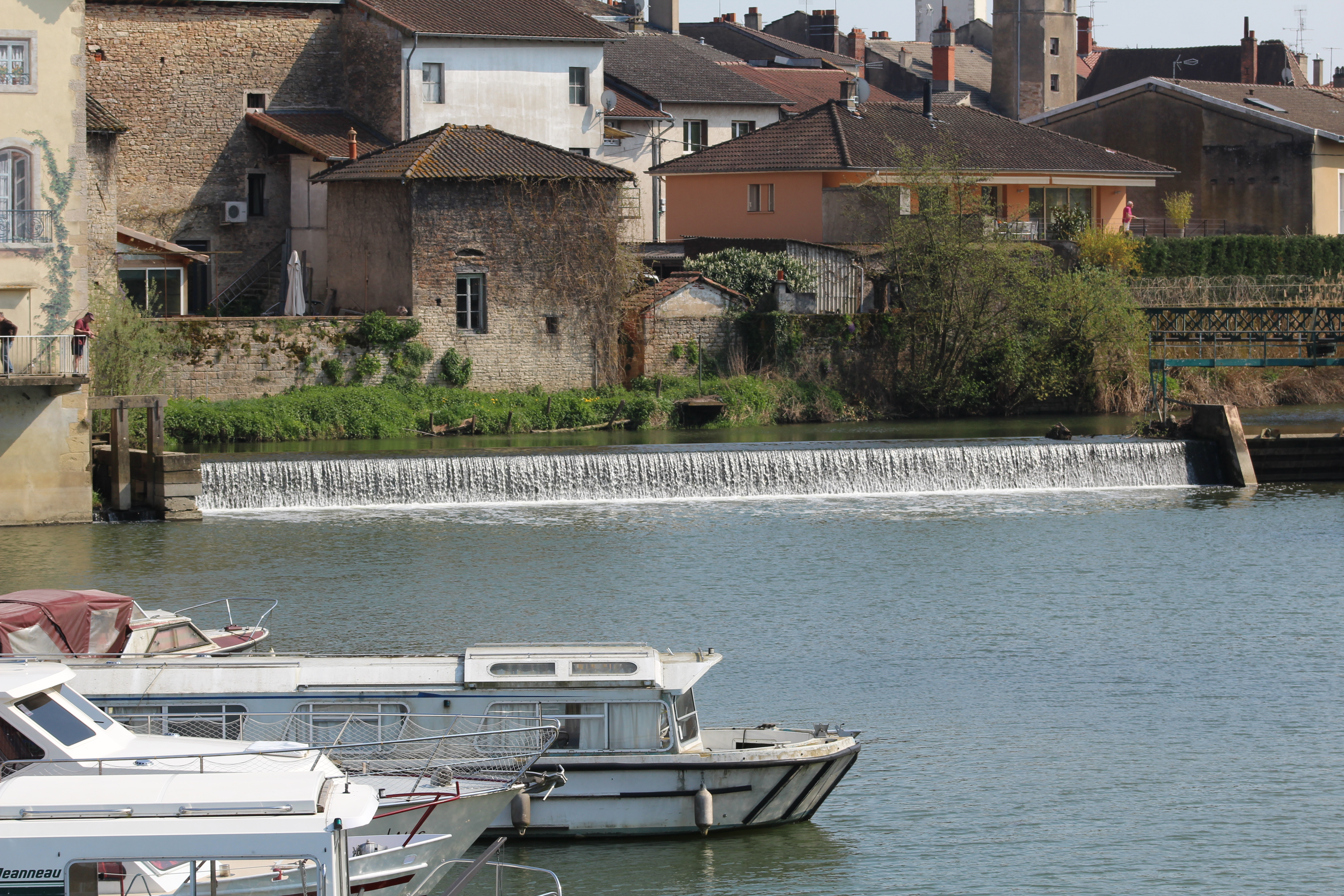
Die Reyssouze in Pont-de-Vaux

Die Stadt Pont-de-Vaux liegt im Westen der Bresse am Unterlauf des Flusses Reyssouze, kurz vor dessen Mündung in die Saône, die die nordwestliche Gemeindegrenze und die Grenze zum Département Saône-et-Loire bildet, etwa 17 Kilometer nordöstlich von Mâcon und 45 Kilometer nordwestlich von Bourg-en-Bresse. Umgeben wird Pont-de-Vaux von den Nachbargemeinden Saint-Bénigne im Norden und Nordosten, Gorrevod im Südosten und Süden, Reyssouze im Süden und Westen, Fleurville im Westen und Nordwesten sowie Montbellet im Nordwesten.

## Bevölkerungsentwicklung

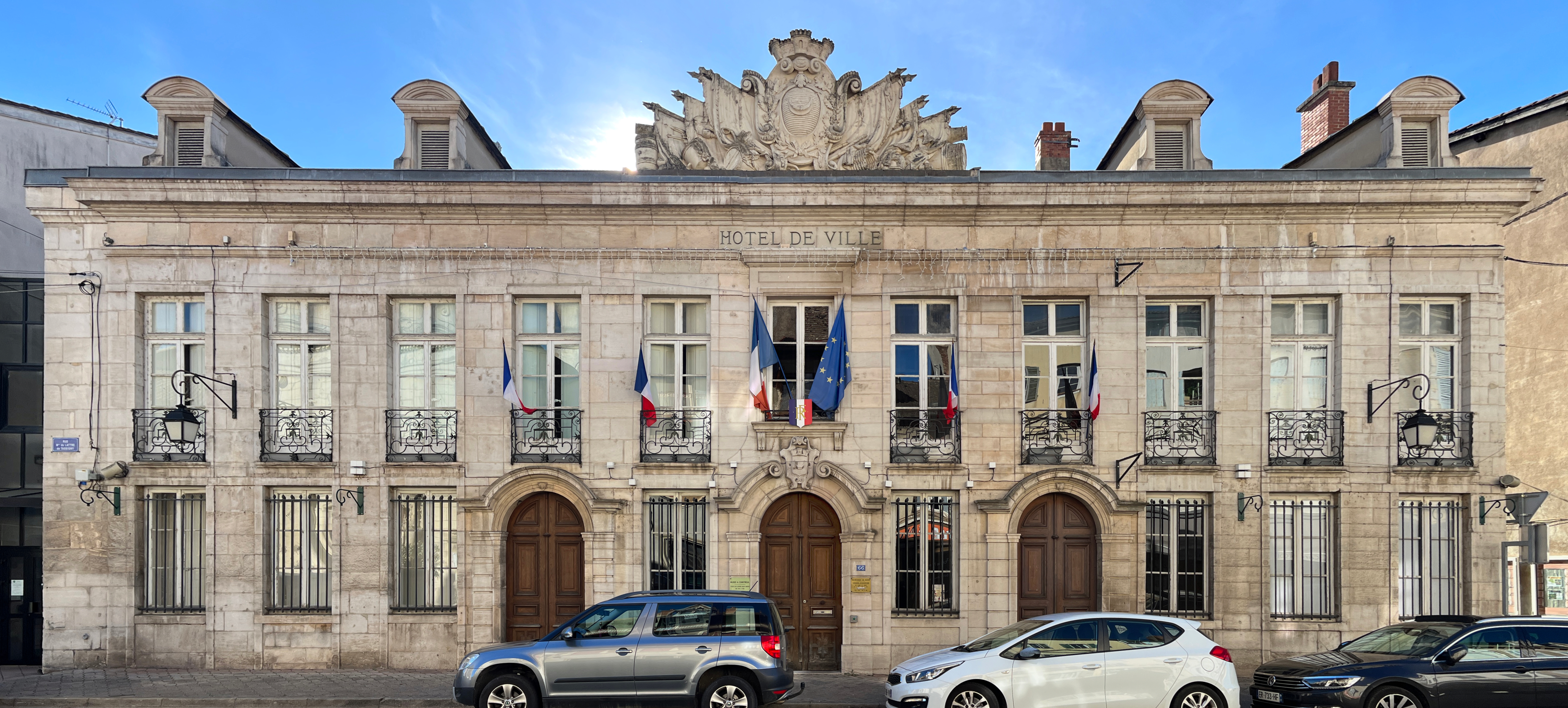
Hôtel de ville (Rathaus)

| Jahr                       | 1962 | 1968 | 1975 | 1982 | 1990 | 1999 | 2006 | 2011 | 2019 |
| Einwohner                  | 2068 | 2106 | 2096 | 2050 | 1913 | 2004 | 2102 | 2261 | 2213 |
| Quellen: Cassini und INSEE |      |      |      |      |      |      |      |      |      |

## Sehenswürdigkeiten
- Kirche Notre-Dame-de-l’Assomption (Mariä Himmelfahrt)
- Wassermühle
- Markthalle

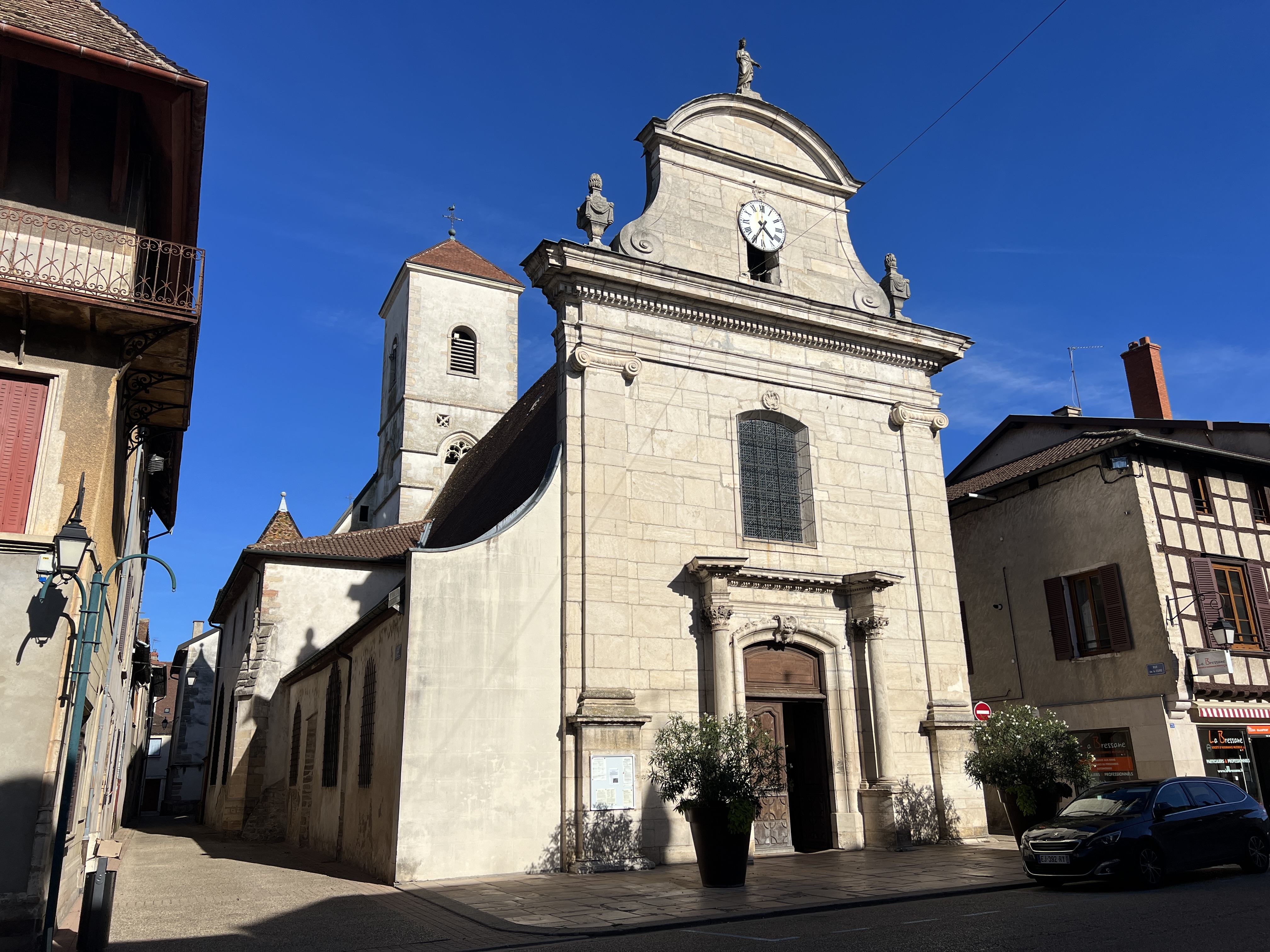
Kirche Notre-Dame-de-l’Assomption
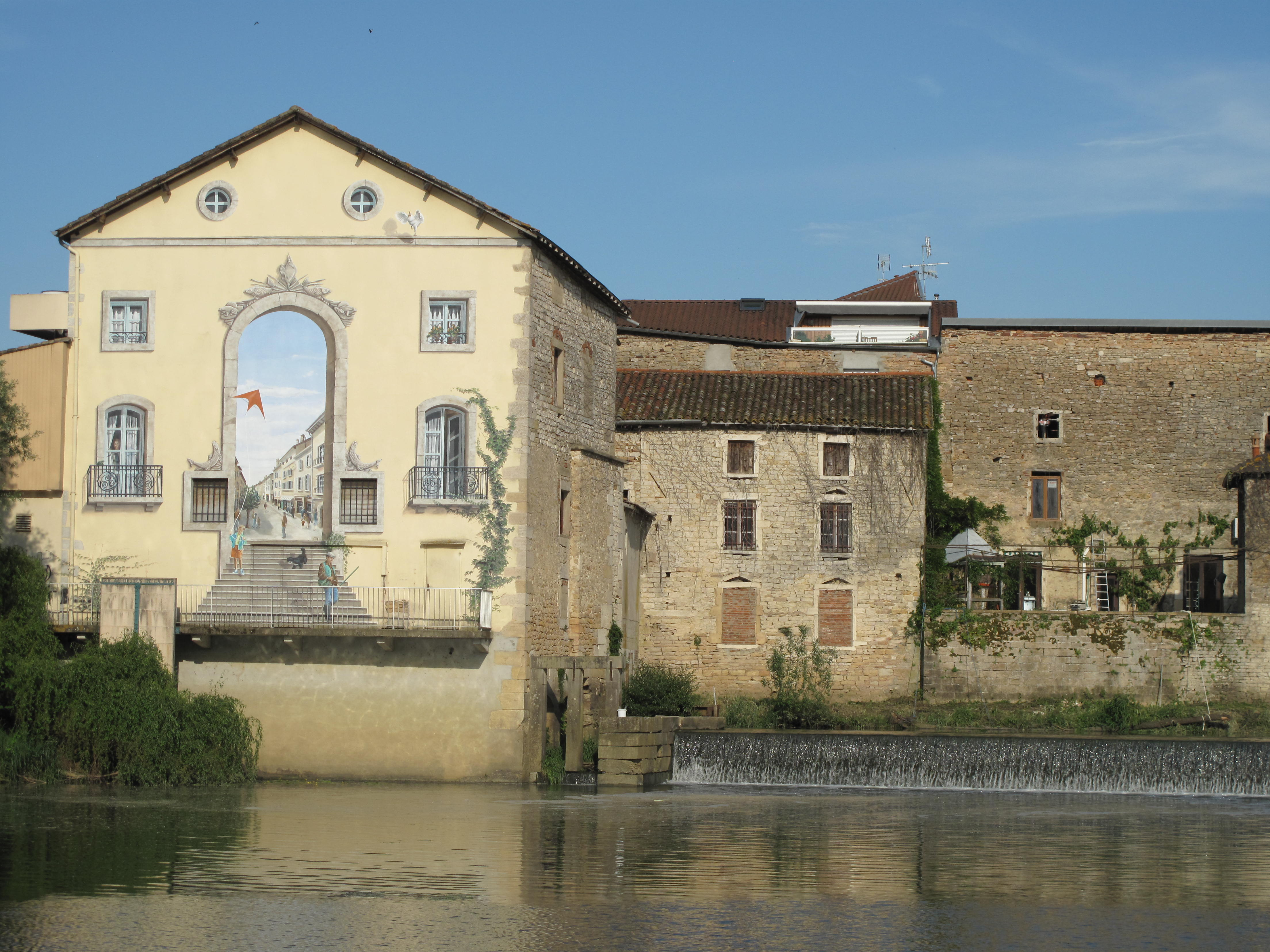
Wassermühle
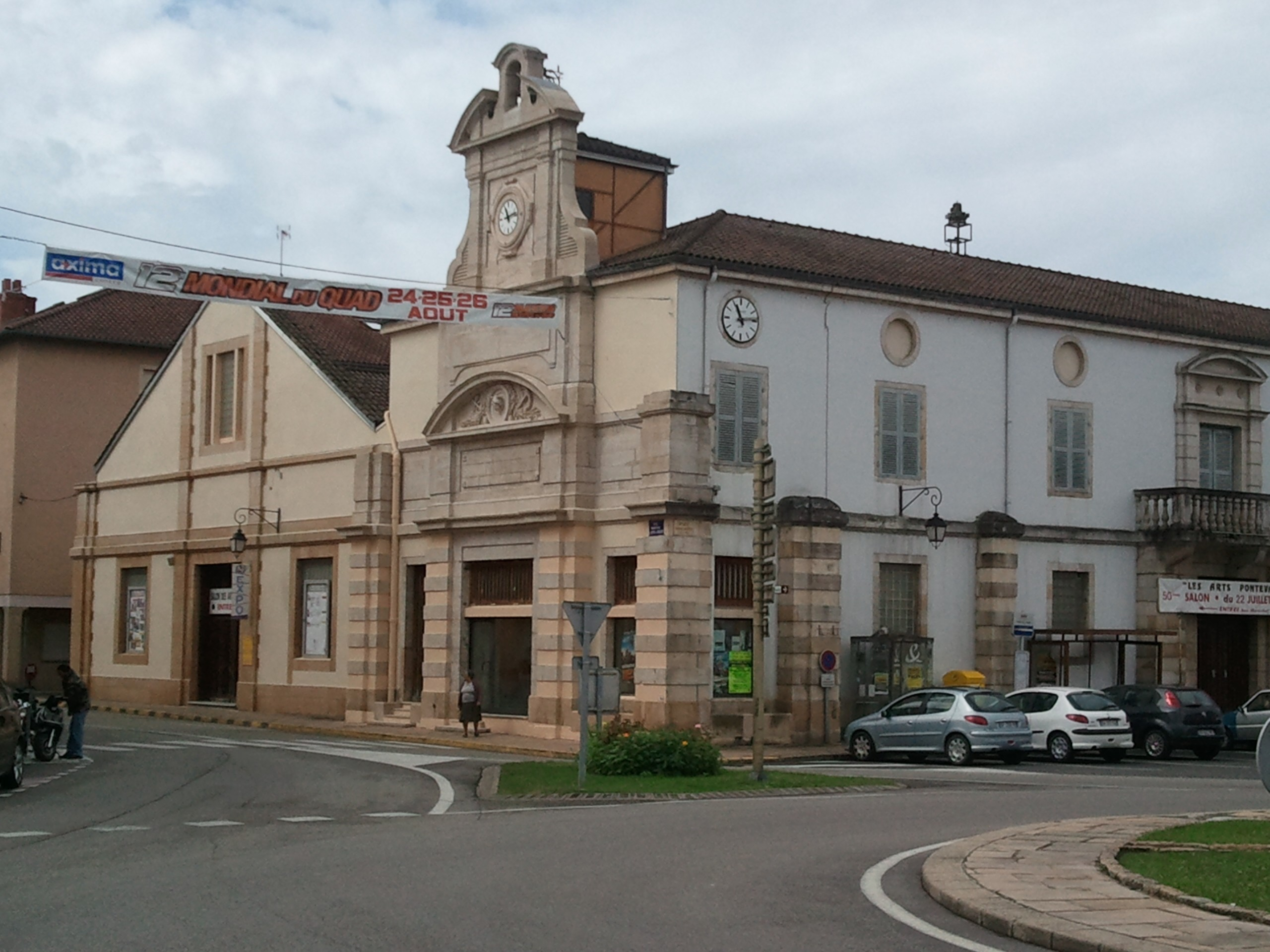
Markthallen
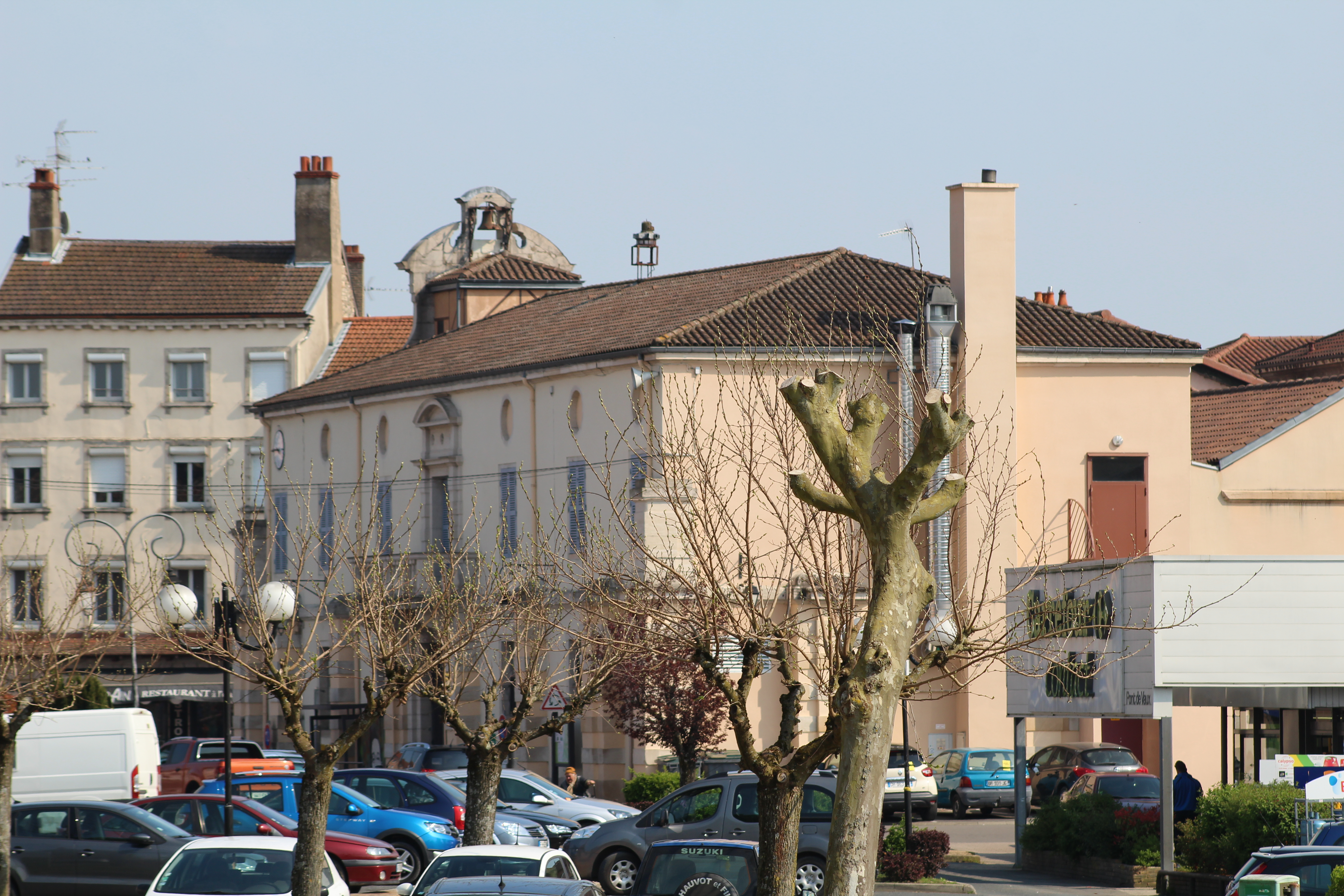
Bahnhof
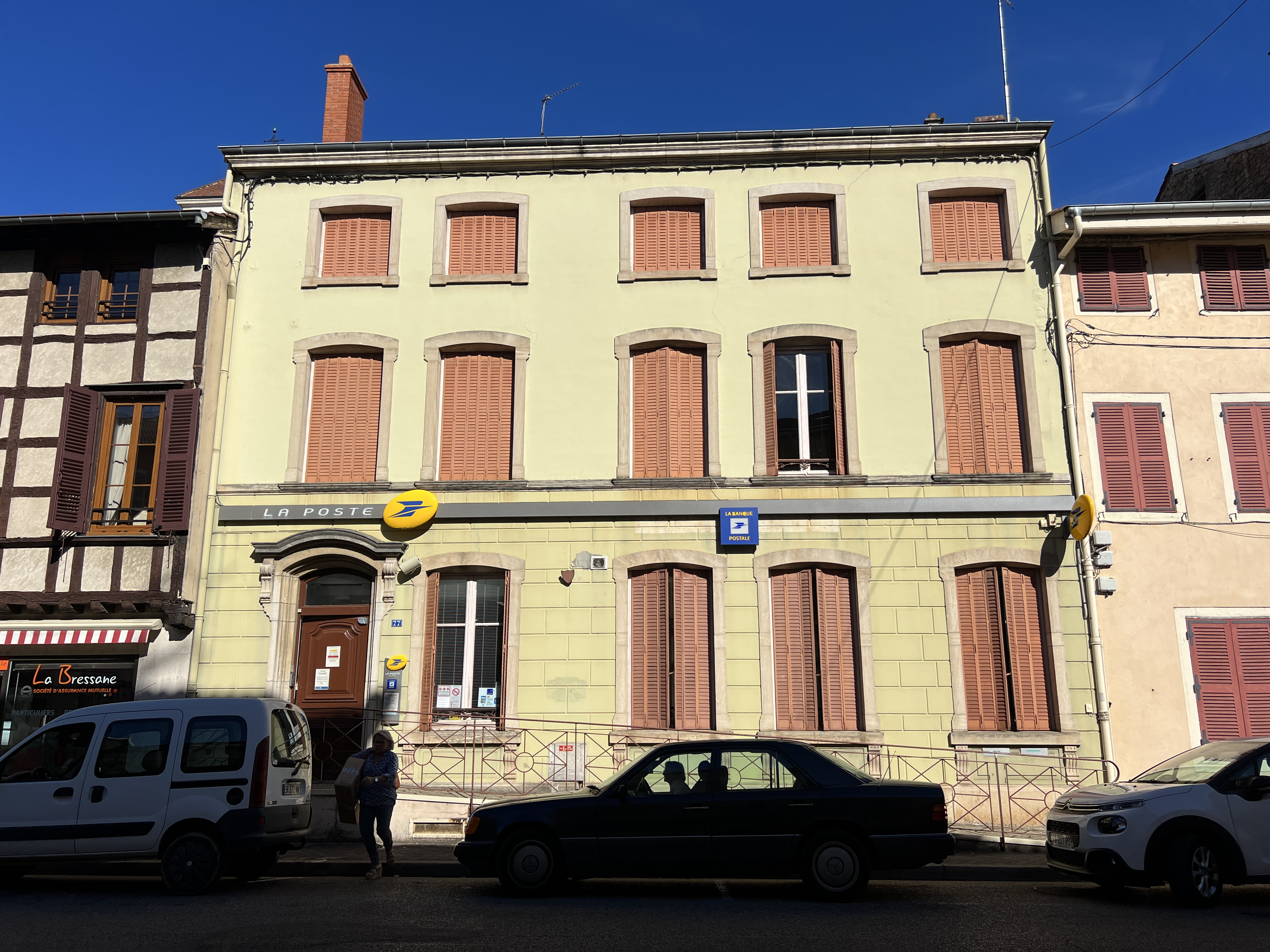
Postamt
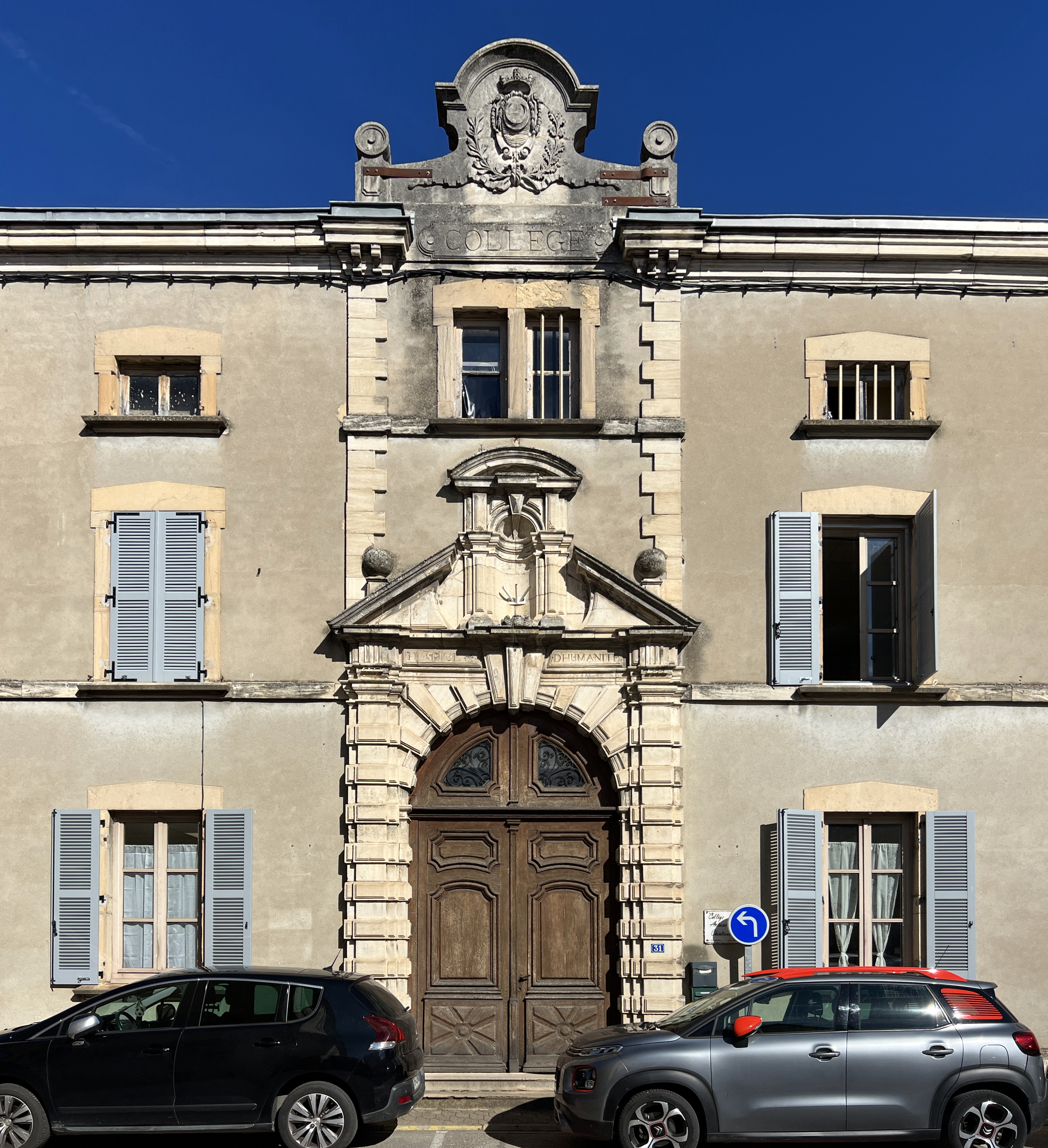
Collège „Antoine Chintreuil“

## Persönlichkeiten
- Barthélemy-Catherine Joubert (1769–1799), General
- Antoine Chintreuil (1814–1873), Maler

## Städtepartnerschaft
Mit der deutschen Stadt Dornhan in Baden-Württemberg besteht seit 1995 eine Partnerschaft.